# Хай живе король
«Хай живе король» (англ. All Hail the King) — американський короткометражний фільм 2014 року, створений студією Marvel Studios і випущений компанією Walt Disney Studios Home Entertainment. Стрічка є п’ятим фільмом із серії Marvel One-Shot та спінофом до «Залізної людини 3» (2013), у межах кіновсесвіту Marvel (КВМ). Сюжетно фільм продовжує історію актора-шахрая Тревора Слеттері, якого знову зіграв Бен Кінґслі. Режисером і сценаристом виступив Дрю Пірс. У фільмі також знялись Скут Макнейрі, Лестер Спейт і Сем Роквелл.

## Сюжет
Події розгортаються у в'язниці Сіґейт, де Тревор Слеттері насолоджується славою серед ув’язнених, має власного «дворецького» Германа та фан-клуб. До нього приходить документаліст Джексон Норріс, аби зняти фільм про сумнозвісну особу, яка видавала себе за Мандарина. Під час інтерв’ю Слеттері безтурботно згадує свою акторську кар'єру, зокрема провальний пілот «Спеки в клітці». Але згодом з’ясовується, що Норріс — не журналіст, а агент реальної терористичної організації Десять кілець, яка обурена профанацією Мандарина. Він убиває охоронців і Германа, а Слеттері дізнається, що справжній лідер «Десяти кілець» хоче з ним зустрітись — попри те, що Тревор досі не усвідомлює всієї серйозності ситуації.

## Акторський склад
- Бен Кінґслі — Тревор Слеттері: актор, що грав роль Мандарина[2]
- Скут Макнейрі — Джексон Норріс: агент «Десяти кілець» під прикриттям[3][4][5][6]
- Лестер Спейт — Герман: охоронець і «дворецький» Слеттері[3]
- Сем Роквелл — Джастін Гаммер: інший ув’язнений, персонаж з фільму «Залізна людина 2»[7]

## Виробництво

### Знімання
Ідея фільму виникла під час роботи над «Залізною людиною 3». Спочатку Слеттері мав загинути в основному фільмі, але коли цей момент вирізали, Дрю Пірс вирішив продовжити його історію. Кінґслі погодився повернутись після прочитання сценарію. Знімання тривали три дні в Лос-Анджелесі, включаючи покинуту жіночу в'язницю. Кадри з Семом Роквеллом знімались окремо в Канаді, де він працював над іншим проєктом, а декорації було спеціально стилізовано під Лос-Анджелес. Музику до основної частини написав Браян Тайлер, а сцену «Спека в клітці» супроводжувала музика Майка Поста у стилі телевізійних шоу 1980-х. Завершальні титри створила студія Perception, надихаючись стилістикою фільмів «Доктор Ноу», «Шарада» та «Залізна мавпа».

## Прем'єра
Фільм вийшов 4 лютого 2014 року в цифровому форматі разом із домашнім релізом «Тор 2: Царство темряви», а на Blu-ray — 25 лютого. Також його включили до колекційного боксу «Друга фаза Кіновсесвіту Marvel: Колекція». Пізніше, 27 серпня 2021 року, перед виходом «Шан-Чі та легенда десяти кілець», фільм став доступним на платформі Disney+.

## Сприйняття
Фільм отримав позитивні відгуки. IGN оцінив його на 9.4/10, назвавши продовженням «улюбленого хаосу», з яскравими твістами та ефектним стилем, а Кінґслі — «ідеальним у своїй ролі». Birth.Movies.Death відзначили, що фільм є чудовим прикладом того, як Marvel вміє використовувати другорядних персонажів: Слеттері тут і смішний, і небезпечний, а повернення Гаммера стало неочікуваним бонусом. Водночас деякі критики, зокрема ComicsAlliance, дорікали стрічці за невдале представлення теми гомосексуальності.

## Продовження
Сюжет фільму отримав пряме продовження у фільмі «Шан-Чі та легенда десяти кілець» (2021), де Бен Кінґслі знову зіграв Слеттері. Режисер Дестін Деніел Креттон наголосив, що творці хотіли зберегти сюжетну спадковість One-Shot і водночас дати можливість Тревору відрефлексувати абсурдність власних вчинків. Таким чином, «Хай живе король» став важливою сюжетною ланкою, що поєднує події «Залізну людину 3» із ширшим контекстом КВМ.